# Jürgen Barth
Jürgen Barth (ur. 12 maja 1943 w Berlinie, zm. 17 stycznia 2011 w Raubling) – niemiecki kolarz torowy reprezentujący RFN, trzykrotny medalista mistrzostw świata.

## Kariera
W 1968 roku Jürgen Barth wziął udział w igrzyskach olimpijskich w Meksyku, gdzie rywalizację w sprincie indywidualnym zakończył na piątej pozycji. Pierwszy sukces w karierze osiągnął w 1969 roku, kiedy wspólnie z Rainerem Müllerem zdobył srebrny medal w wyścigu tandemów podczas mistrzostw świata w Antwerpii. W zawodach tych wyprzedzili ich tylko reprezentanci NRD: Hans-Jürgen Geschke i Werner Otto. W tym samym składzie zdobyli także złoty medal na mistrzostwach świata w Leicesterze w 1970 roku oraz kolejny srebrny podczas mistrzostw świata w Varese w 1971 roku. W parze z Müllerem wystartował również na igrzyskach olimpijskich w Monachium w 1972 roku, gdzie zajęli piąte miejsce. Wielokrotnie zdobywał medale torowych mistrzostw kraju, w tym osiem złotych.